# عائشة بلعربي
عائشة بلعربي (مواليد 1946 في سلا) هي عالمة اجتماع مغربية، وناشطة في مجال حقوق المرأة وسياسية ودبلوماسية. كانت عضوة في حكومة التناوب بين 1998 و2002 مكلفة بحقيبة التعاون الدولي. شغلت أيضا منصب سفيرة للمغرب لدى الاتحاد الأوروبي في الفترة من 2000 إلى 2004.

## حياتها
ولدت عائشة بلعربي في مدينة سلا عام 1946 ونشأت في عائلة مرتبطة بالحركة الوطنية وفاعلة سياسيا. كان لوالدتها دور كبير في وعيها السياسي بحكم أنها كانت من النساء السلاويات المنخرطات في الحركة الوطنية. درست عائشة المرحلة الابتدائية في سلا ثم انتقلت إلى الرباط المجاورة لمتابعة دراستها الثانوية. حصلت على شهادة الباكالوريا سنة 1965 ثم ولجت معهد علم الاجتماع في الرباط، حصلت على دبلوم الدراسات العليا DES في 1977 ثم الدكتوراه في 1987 من جامعة السوربون الباريسية. بين 1976 و1998 اشتغلت أستاذة باحثة في كلية علوم التربية بالرباط .
في 1958 وبعد الانشقاق الذي حدث في حزب الاستقلال والذي أدى إلى تأسيس الاتحاد الوطني للقوات الشعبية، انضمت عائلتها بالكامل إلى الحزب اليساري الجديد. في 1965 انخرطت في حزب الاتحاد الاشتراكي للقوات الشعبية وكانت من أولى النساء اللواتي تقلدن عضوية اللجنة الإدارية للحزب سنة 1978 ثم بلغت عضوية المكتب السياسي للحزب سنة 2001.
 وأصبحت ناشطة في رابطة نساء منطقة البحر الأبيض المتوسط (AWMR).
وفي الفترة من 1998 إلى 2000، شغلت منصب كاتبة الدولة لدى وزير الدولة المكلف بالشؤون الخارجية والتعاون المكلفة بالتعاون. وفي عام 2000 عينت سفيرة لدى الاتحاد الأوروبي.

## مناصبها
- 2000-1998: كاتبة الدولة في الخارجية مكلفة بالتعاون - حكومة اليوسفي الأولى.
- 2004-2000: سفيرة المغرب لدى الاتحاد الأوروبي.
- 2006-2004: مفوضة دولية لدى اللجنة الدولية للهجرة.

## أعمالها
- (ed.) Couples en question / Azwāj wa-tasāʼulāt, Casablanca: Editions Le Fennec, 1990
- Le salaire de madame, Casablanca: Editions Le Fennec, 1991
- (ed.) Femmes rurales / Nisāh qarawiyāt (Rural women), Casablanca: Editions Le Fennec, 1995